# Hrvatski Nogometni Klub Gorica
Il Hrvatski Nogometni Klub Gorica, comunemente chiamato HNK Gorica o semplicemente Gorica, è la squadra di calcio di Velika Gorica (cittadina situata poco più a sud della capitale Zagabria), in Croazia. È nato nel 2009 dalla fusione delle concittadine NK Radnik (classe 1945) e NK Polet Buševec (classe 1931). Nella stagione 2018-19 milita nella 
massima divisione croata.

## Storia
Durante il 2009 il Radnik si trovava in gravi difficoltà finanziarie e l'unica possibilità di preservare il calcio a Velika Gorica era quello di unirsi con un'altra squadra. Il partner perfetto fu trovato nel Polet di Buševec, una frazione della città. Così nell'estate dello stesso anno nacque il HNK Gorica che fu inserito in terza divisione (ambedue i "genitori" militavano nella 3.HNL 2008-09).
I rossoneri trionfarono nella prima stagione conquistando così la promozione in seconda divisione. Anche nella categoria superiore il Gorica si dimostrò molto competitivo ed infatti riuscì a vincere la 2.HNL 2010-11 con due giornate d'anticipo: il primo posto gli garantiva la promozione in 1.HNL ma la federazione non gli concesse la licenza ed il club dovette rimanere in Druga liga.
Sono seguiti alcuni anni con risultati altalenanti, fino al 2017 quando, grazie al 2º posto, disputò lo spareggio promozione contro il Cibalia. La sconfitta subita non demoralizzò i rossoneri che nella stagione successiva vinsero il campionato e conquistarono finalmente la Prva liga.
La stagione del debutto in massima serie è stata sorprendentemente positiva, diventando la miglior debuttante del campionato croato con 59 punti, che gli sono valsi il quinto posto in classifica.

## Strutture

### Stadio

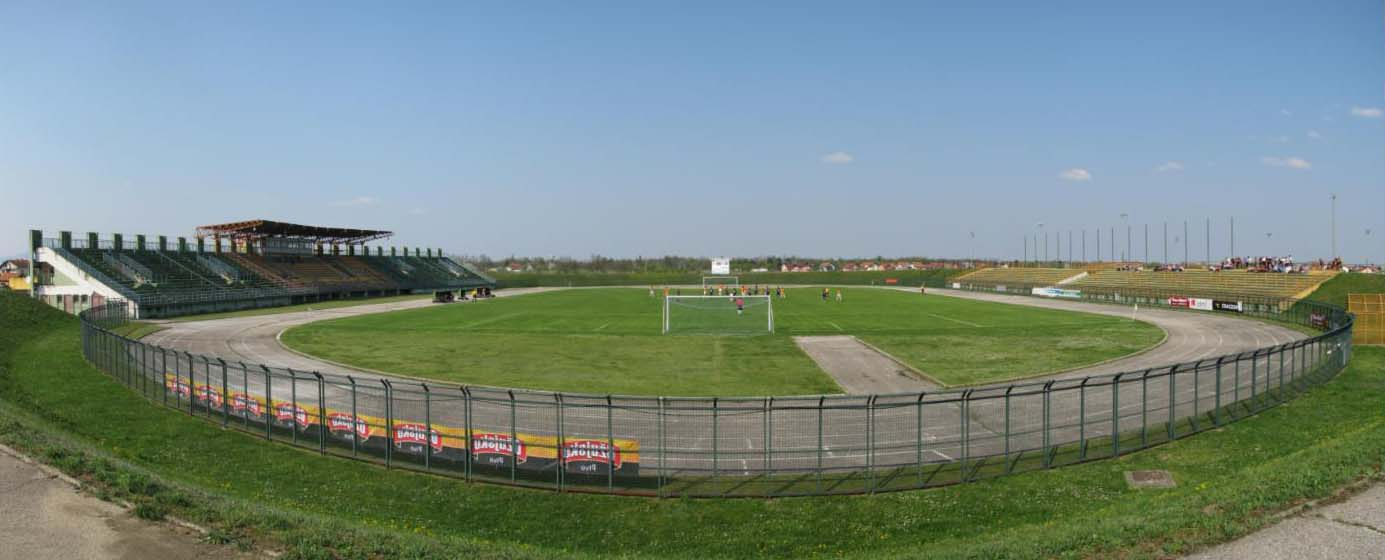
Stadion Radnik

Lo Stadion Radnik, detto anche Gradski Stadion Velika Gorica o ŠRC Velika Gorica, si trova a Velika Gorica ed ha una capienza di 5200 spettatori (erano 8000 prima dell'eliminazione dei posti in piedi nel 2019). È stato costruito per la Universiade 1987 ed è stato rinnovato due volte: nel 1999 per i giochi militari di Zagabria e nel 2010 per soddisfare i requisiti della Druga HNL.

## Palmarès

### Competizioni nazionali
- Druga hrvatska nogometna liga: 2

2010-2011, 2017-2018
- Treća HNL: 1

2009-2010 (Girone Ovest)

### Altri piazzamenti
- Campionato croato:

Terzo posto: 2020-2021
- Coppa di Croazia:

Semifinalista: 2020-2021, 2021-2022

## Statistiche e record

### Partecipazioni ai campionati
| Livello | Categoria | Partecipazioni | Debutto   | Ultima stagione | Totale |
| ------- | --------- | -------------- | --------- | --------------- | ------ |
| 1º      | 1.HNL     | 8              | 2018-2019 | 2025-2026       | 8      |
| 2º      | 2.HNL     | 8              | 2010-2011 | 2017-2018       | 8      |
| 3º      | 3.HNL     | 1              | 2009-2010 | 2009-2010       | 1      |

## Organico

### Rosa 2024-2025
Aggiornato al 15 settembre 2024
| N. |                           | Ruolo | Calciatore      |
| -- | ------------------------- | ----- | --------------- |
| 1  | Croazia (bandiera)        | P     | Karlo Ziger     |
| 2  | Croazia (bandiera)        | D     | Dino Mikanović  |
| 5  | Croazia (bandiera)        | D     | Mateo Leš       |
| 6  | Croazia (bandiera)        | C     | Jakov Gurlica   |
| 7  | Albania (bandiera)        | C     | Adrion Pajaziti |
| 8  | Rep. del Congo (bandiera) | C     | Merveil Ndockyt |
| 10 | Croazia (bandiera)        | C     | Jurica Pršir    |
| 11 | Croazia (bandiera)        | C     | Martin Šlogar   |
| 12 | Portogallo (bandiera)     | C     | Mésaque Djú     |
| 17 | Croazia (bandiera)        | A     | Vinko Skrbin    |
| 20 | Croazia (bandiera)        | A     | Luka Vrzić      |
| 21 | Croazia (bandiera)        | A     | Marko Kolar     |
| 22 | Croazia (bandiera)        | D     | Mario Maloča    |
| 23 | Croazia (bandiera)        | C     | Luka Kapulica   |

| N. |                     | Ruolo | Calciatore            |
| -- | ------------------- | ----- | --------------------- |
| 24 | Croazia (bandiera)  | A     | Toni Majić            |
| 25 | Croazia (bandiera)  | D     | Krešimir Krizmanić    |
| 31 | Croazia (bandiera)  | P     | Ivan Banić            |
| 37 | Germania (bandiera) | D     | Meritan Shabani       |
| 44 | Croazia (bandiera)  | P     | Božidar Radošević     |
| 47 | Serbia (bandiera)   | C     | Damjan Pavlovic       |
| 55 | Croazia (bandiera)  | C     | Vito Čaić             |
| 66 | Croazia (bandiera)  | D     | Ante Sušak            |
| 77 | Croazia (bandiera)  | C     | Valentino Majstorović |
| 88 | Senegal (bandiera)  | C     | Sekou Matar Sagna     |
| 90 | Croazia (bandiera)  | D     | Dino Štiglec          |
|    | Croazia (bandiera)  | C     | Lenny Ilečić          |
|    | Senegal (bandiera)  | C     | Arona Fall            |